# Coldbath Fields Prison

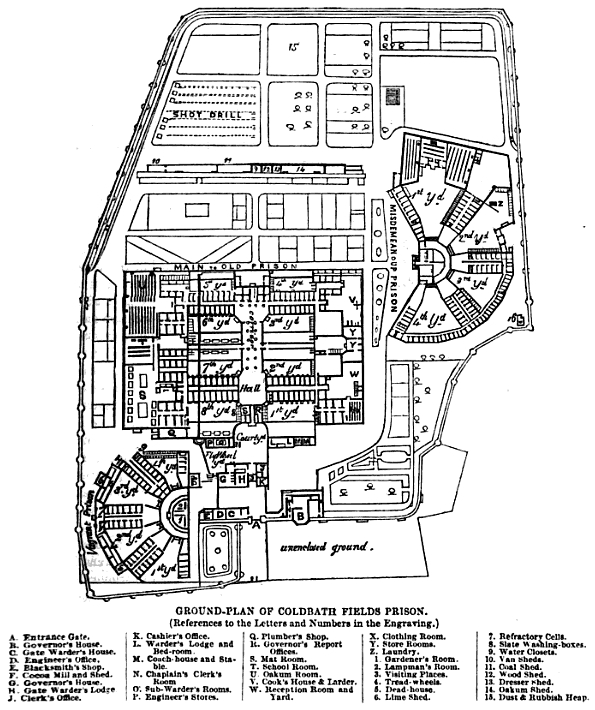
Karta över fängelset.

Coldbath Fields Prison (även kallat Middlesex House of Correction och Clerkenwell Gaol) var ett fängelse i Mount Pleasant-området vid Clerkenwell, London. Det grundades under Jakob I (1603–1625), och byggdes om 1794 samt byggdes ut 1850. Fångarna som satt där avtjänade upp till tvååriga straff. 1885 var det slutligen dags att stänga igen fängelset.

### Fotnoter
1. ↑  Philip Collins Dickens and crime Ch.III "The Silent System Coldbath Fields Prison"